# Янів Юрій Теодозієвич
Юрій Теодозієвич Янів (*1 серпня 1892, хутір Цареводарівка, Бердянського повіту, Таврійська губернія — †19 грудня  1973, Севен Гілс, Огайо) — медичний сотник армії Української Народної Республіки, лікар, дентист, діяч української діаспори США.

## Життєпис
Народився 1 серпня 1982 року на хуторі Цареводарівка, Бердянського повіту, Таврійської губернії. З 1911 року навчався в реальному училищі в Мелітополі і пізніше в Сімферополі. Вступив на медичний факультет Київського Університету Св. Володимира. Навчання було перерване початком Першої Світової війни, коли він був мобілізований до Російської Армії. Отримав звільнення з військ та закінчив Університет за Української Держави 14 травня 1918 року. Згодом вступив до Української армії у 21-й Запорізький полк ім. Наливайка. Протягом служби захворів на тиф і з 9 жовтня до 20 листопада 1919 пролежав у шпиталі Українського Червоного Хреста у Вінниці. Пізніше служив лікарем в польовому госпіталі у званні сотника 1-ї Запорізької Стрілецької Дивізії Армії УНР.
Після інтернування Українських військ в Польщі, опинився зі шпиталем в Ченстохові, пізніше Щепйорні та Каліші. Переїхав до Брно, Чехословаччині де з 1 листопада 1923 року навчався в Університеті ім. Масарика на факультеті медицини, який закінчив з дипломом доктора 27 червня 1927 року.
У травні 1945 року переїхав до Німеччини і пізніше емігрував 1949 року до Баффало, США, а потім до Клівленда, Огайо де працював в лабораторії дантистів.
Помер у Севен Гілс, передмістя міста Клівленд 19 грудня 1973 року. Похований на цвинтарі при церкві Св. Андрія в місті Парма, Огайо 22 грудня 1973 року.